# Wangwu Shan
Wangwu Shan (kinesiska: 王屋山) är en bergskedja i Kina. Den ligger i den centrala delen av landet, 600 km sydväst om huvudstaden Peking.